# Klein Kussewitz
Klein Kussewitz ist ein Ortsteil der Gemeinde Bentwisch im Landkreis Rostock in Mecklenburg-Vorpommern (Deutschland). Bentwisch wird vom Amt Rostocker Heide verwaltet.

## Geografie
Klein Kussewitz liegt 10 km östlich von Rostock in einem flachwelligen Gebiet zwischen dem kleinen Fluss Carbäk und dem Peezer Bach, die beide in westlicher Richtung zur unteren Warnow fließen.
Zu Klein Kussewitz gehören die Ortsteile Groß Kussewitz und Volkenshagen.

## Geschichte
Die Gemeinde gehörte zum Amt Carbäk und war von 1921 bis 1961 ein Ortsteil von Groß Kussewitz. Klein Kussewitz wurde am 1. Januar 2018 in die Nachbargemeinde Bentwisch eingegliedert.

## Politik

### Bürgermeister
Letzter Bürgermeister der Gemeinde Kussewitz war Jens Quaas.

## Sehenswürdigkeiten

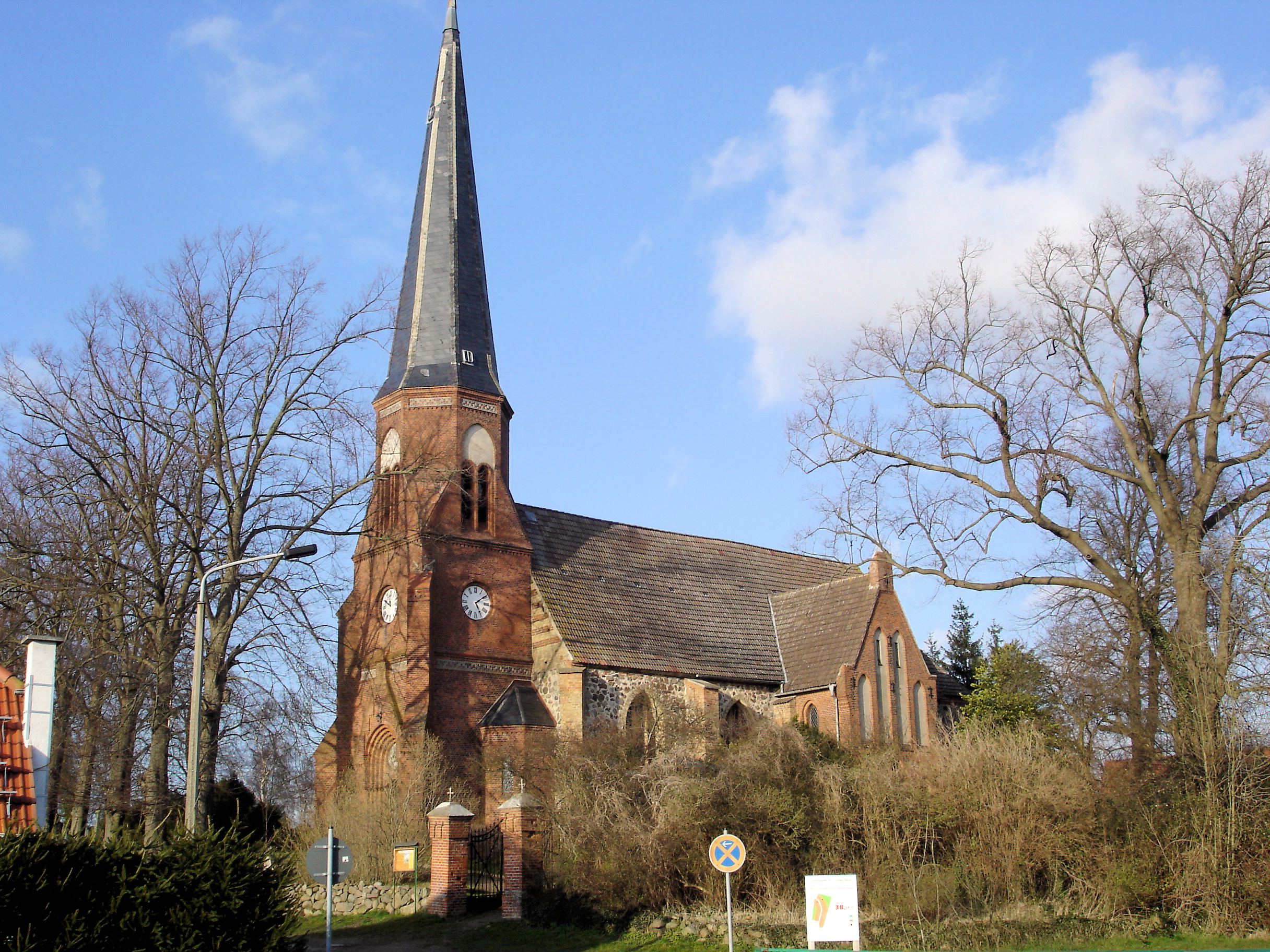
Kirche in Volkenshagen

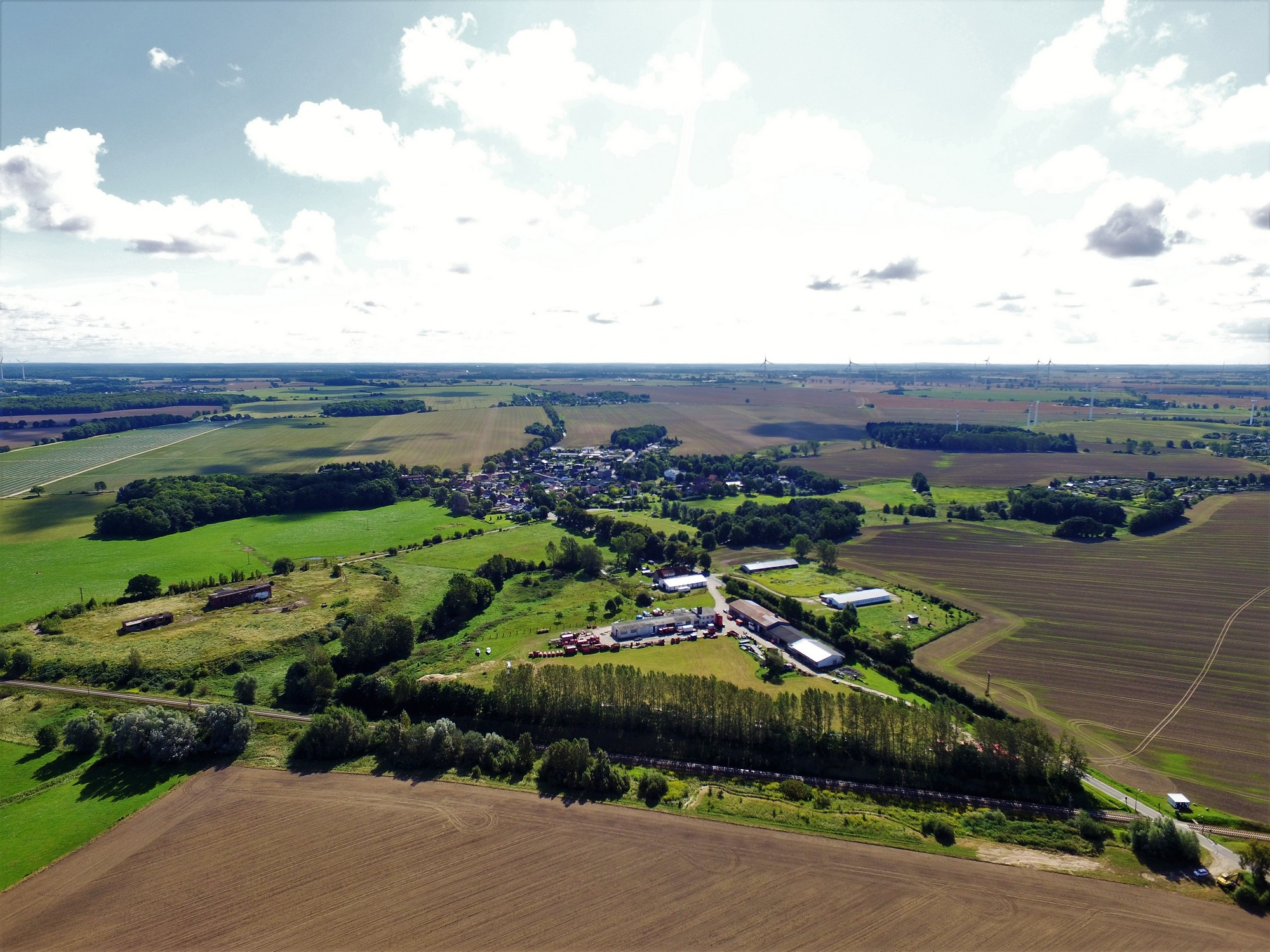
Luftbildaufnahme Klein Kussewitz

Die Feldsteinkirche im Ortsteil Volkenshagen stammt aus dem 13. Jahrhundert und wurde 1892–1895 restauriert. Der aus Backstein errichtete Turm besitzt ein achteckiges Obergeschoss und einen Spitzhelm. In der Kirche finden sich Reste neogotischer Ausstattung und ein Grabstein mit Inschrift aus dem 1580.
Das Gutshaus Klein Kussewitz wurde Ende des 19. Jahrhunderts erbaut. Heute finden dort regelmäßig musikalische Veranstaltungen statt und es kann für private Feiern gemietet werden. Daneben befindet sich ein ehemaliger Silo aus dem Jahr 1928, der 2000 zu einem Wohngebäude umgebaut wurde. Die beiden Gebäude stehen, wie auch der angrenzende Speicher unter Denkmalschutz. Gleiches gilt für das Gutshaus aus 1805 sowie einen weiteren Silo in Groß Kussewitz.

## Verkehr
Der nächste Bahnhof ist der gut einen Kilometer westlich des Dorfkernes gelegene Bahnhof Mönchhagen.